# Bernhard W. Wegener
Bernhard Werner Wegener (* 1965 in Göttingen) ist ein deutscher Rechtswissenschaftler. Er ist Professor für Öffentliches Recht und Europarecht an der Friedrich-Alexander-Universität Erlangen-Nürnberg sowie Direktor des Instituts für Staats- und Verwaltungsrecht. Seine Fachgebiete sind Europarecht, Umweltrecht und Informationsrecht.

## Biographie
Wegener studierte von 1986 bis 1992 Rechtswissenschaften an den Universitäten in Göttingen, Salamanca und Leuven. Es schloss sich 1993 ein Aufenthalt am College of Europe in Brügge an. Dort erlangte er den Grad eines Master of Arts (M.A.). 1993/94 war er Lehrbeauftragter an der Fachhochschule für öffentliche Verwaltung Nordrhein-Westfalen. Nach dem Referendariat promovierte er 1997 an der Universität Konstanz mit einer Arbeit zum Thema „Rechte des Einzelnen: Die Interessentenklage im europäischen Umweltrecht“. Es folgte von 1997 bis 2002 eine Zeit als Assistent bei der Bundesverfassungsrichterin Gertrude Lübbe-Wolff. Seine 2002 bei der Universität Bielefeld vorgelegte Habilitationsschrift trägt den Titel „Der geheime Staat: Arkantradition und Informationsfreiheitsrecht“. 2002/03 war er zunächst Professor für Öffentliches Recht an der Universität Münster, bevor er zum Sommersemester 2004 einem Ruf an die Friedrich-Alexander-Universität Erlangen-Nürnberg folgte.
Im September 2019 gehörte er zu den etwa 100 Staatsrechtslehrern, die sich mit dem offenen Aufruf zum Wahlrecht Verkleinert den Bundestag! an den Deutschen Bundestag wandten.

## Schriften (Auswahl)
- mit Thomas Schomerus, Christian Schrader: Umweltinformationsgesetz: Kommentar. Nomos, Baden-Baden 1995, ISBN 3-7890-3590-4.
- Rechte des Einzelnen: Die Interessentenklage im europäischen Umweltrecht (= Schriftenreihe europäisches Recht, Politik und Wirtschaft. Bd. 203). Nomos, Baden-Baden 1998, ISBN 3-7890-5289-2 (Dissertation, Universität Konstanz, 1997).
- Der geheime Staat: Arkantradition und Informationsfreiheitsrecht. Morango, Göttingen 2006 (Habilitationsschrift, Universität Bielefeld, 2002; PDF; 1,99 MB).